# تک‌تیرانداز نخبه ۲
تک‌تیرانداز نخبه ۲ (به انگلیسی: Sniper Elite V2) یک بازی ویدئویی است که در سال ۲۰۱۲ منتشر شد. «تک‌تیرانداز نخبه وی_۲» در پلت‌فرم‌های پلی‌استیشن ۳، اکس‌باکس ۳۶۰، و مایکروسافت ویندوز منتشر شده است. البته در سال ۲۰۱۹ نسخه بازسازی شده با تمام بسته‌های الحاقی و با بازسازی گرافیک به نام تک تیرانداز نخبه ۲ نسخه بازسازی شده به انگلیسی:(Sniper Elite V2 Remastered) برای پلی استیشن ۴, ایکس باکس وان قرار گرفت داستان این سری در آلمان جریان دارد.